# Le repas est servi !
Pour plus de détails, voir Fiche technique et Distribution.
Le repas est servi ! (Tweetie Pie en anglais) est un film d'animation américain de la série Merrie Melodies sorti en 1947, réalisé par Friz Freleng, et produit par la Warner Bros. Cartoons, une filière de la Warner Bros. Pictures. Il décrit les aventures de Titi et Sylvestre, tous deux réunis dans le même film pour la première fois. Le cartoon gagne l'Oscar, ce qui entrainera la poursuite du duo dans les cartoons suivants. Dans la version originale du film, Sylvestre est nommé Thomas.

## Synopsis
Titi se morfond dans la neige, tout juste réchauffé par le mégot d'un cigare encore allumé. Sylvestre le trouve ainsi et veut le dévorer. Mais sa maîtresse (une jeune fille jamais visible à l'écran) intervient et l'en empêche. Elle réprimande son chat et emmène Titi dans sa maison, le place dans une cage. Sylvestre n'en a cure et s'attaque plusieurs fois à l'oiseau en cage. La jeune fille le punit de coups de balai puis le chasse enfin hors de la maison.    
Le chat revient dans la maison par la cheminée, mais Titi y a allumé un feu avec un seau plein d'essence. Le chat est propulsé en l'air, retombe dans un seau d'eau glacé.
Malgré tout, Sylvestre ne renonce pas et rentre par la fenêtre. Il tend un piège à Titi, piège qui se referme sur lui-même. Sylvestre va alors dans le grenier, y découpe le plancher pour se saisir de la cage avec Titi. Mais c'est tout le plafond qui s'écroule, sauf la cage. Sylvestre a peur que sa maîtresse soit alerté par le bruit, aussi il casse le balai en deux et le jette au feu pour échapper à la punition. Peine perdue, c'est Titi lui-même qui se charge de lui donner une correction avec une pelle qu'il frappe sur sa tête.

## Fiche technique
- Titre original : Tweetie Pie
- Réalisation : Friz Freleng
- Scénario : Michael Maltese et Tedd Pierce
- Musique : Carl W. Stalling
- Production : Edward Selzer
- Sociétés de production et de distribution : Warner Bros. Pictures
- Genre : comédie
- Langue : anglais
- Durée : 7 minutes
- Format : Couleur - Son : Mono - 1,37:1
- Date de sortie :
  - États-Unis : 3 mai 1947 (et ressortie en salles le 25 juin 1955)

## Distribution

### Version originale
- Mel Blanc : Titi
- Bea Benaderet : Maîtresse de Titi et Grosminet

### Version française
- Patricia Legrand : Titi
- Barbara Tissier : Maîtresse de Titi et Grosminet

## Distinction
- Le film a remporté l'Oscar du meilleur court-métrage d'animation
- Il s'agit du premier cartoon où Titi et Sylvestre sont réunis.
- Friz Freleng a réalisé pour la première fois un cartoon avec Titi qui fut créé par Bob Clampett.